# Ahmet Ali Ağaoğlu

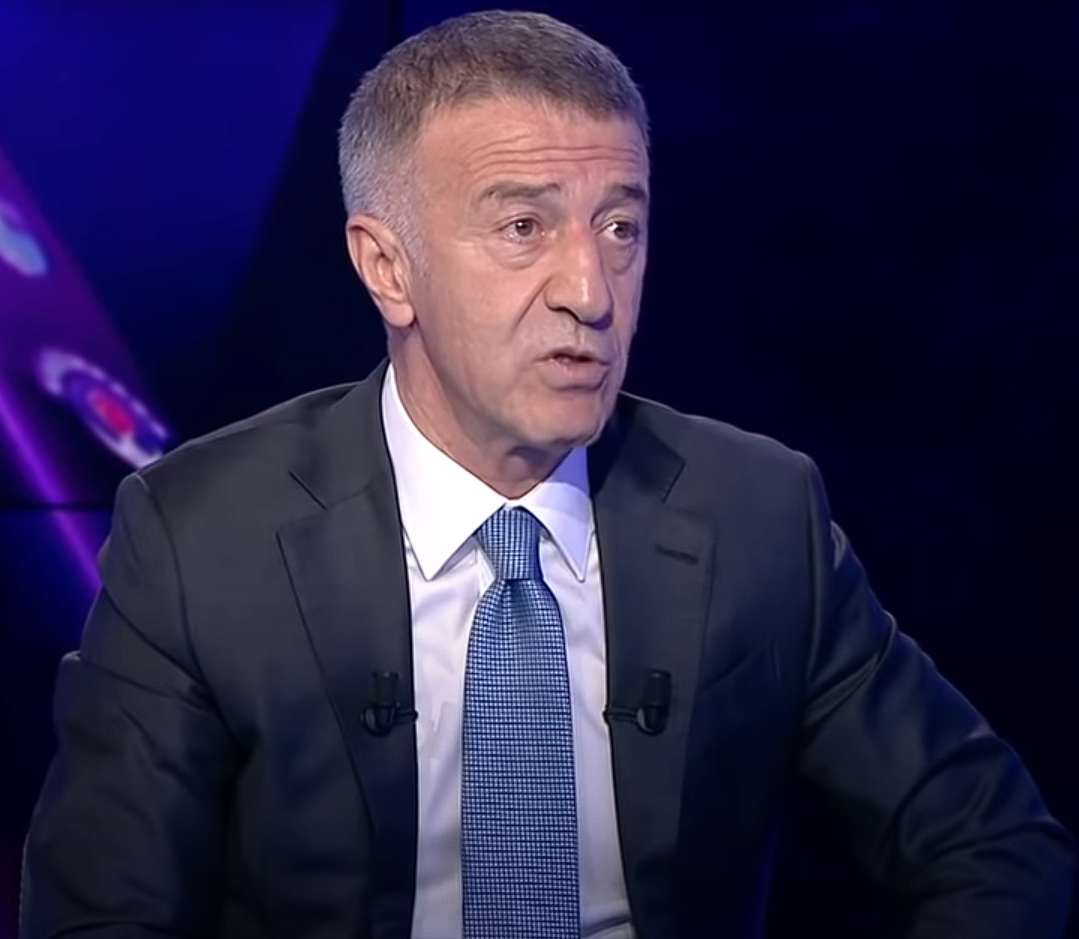
Ahmet Ali Ağaoğlu (2021)

Ahmet Ali Ağaoğlu (* 27. Juni 1957 in Trabzon) ist ein türkischer Sportfunktionär und Geschäftsmann. Ab April 2018 bis März 2023 war er der 17. Präsident des türkischen Fußballvereins Trabzonspor.

## Leben
Ağaoğlu ging auf die Kabataş Erkek Lisesi in Istanbul und schloss sein Studium 1979 an der Maritimen Fakultät der Technischen Universität Istanbul ab.

## Tätigkeiten
Seit 1996 war er im Klassis Golf Club aktiv und wurde im Jahr 2000 zum Präsidenten der Turkish Golf Federation gewählt. Während der Amtszeit von Ahmet Ağaoğlu stieg die Zahl der lizenzierten Athleten bedeutend an. Im Jahr 2000 lag sie bei 70 und 2009 gab es 5500 lizenzierte Athleten. Er blieb bis zum November 2021 Präsident des Vereins.
Von 2000 bis 2002 war Ağaoğlu Vizepräsident von Trabzonspor unter der Präsidentschaft von Özkan Sümer. Im Jahr 2018 wurde er in der 73. Generalversammlung des Trabzonspor Clubs zum 17. Präsidenten des Fußballvereins gewählt.
Am 8. Juli 2021 wurde Ağaoğlu zum Präsidenten des türkischen Association of Clubs gewählt.
Am 3. März 2023 trat er als Präsident von Trabzonspor zurück.

## Privates
Ağaoğlu spricht neben seiner Muttersprache Türkisch auch Englisch und Russisch. Er ist verheiratet und Vater von zwei Kindern.